# Hans Dippold
Hans Dippold (* 21. November 1876 in Erlangen; † 19. Dezember 1958 in Neuendettelsau) war ein deutscher Jurist und Verwaltungsbeamter.

## Leben und Beruf
Hans Dippold studierte Rechtswissenschaften in Erlangen und trat 1902 in den bayerischen Staatsdienst ein und legte am 17. Dezember die große Staatsprüfung ab. Im November 1923 wurde er zum Oberregierungsrat ernannt. Zum 1. Mai 1933 trat er der NSDAP bei (Mitgliedsnummer 1.868.518). Ab 1934 wurde er erst Regierungsdirektor und dann ab 1. November 1935 Regierungspräsident der Bezirksregierung von Mittelfranken und Oberfranken. Anfang 1944 wurde er in den Ruhestand versetzt. Zuerst in den Spruchkammerverfahren als „Minderbelastet“ eingestuft, erfolgte 1949 eine Pensionskürzung wegen seiner Verbindung zum Nationalsozialismus. Dippold starb 1958 in Neuendettelsau.